# 森且行
森 且行（もり かつゆき、1974年〈昭和49年〉2月19日 - ）は、日本のオートレース選手。東京都足立区出身。
所属はJKAの川口オートレース場。公式ファンクラブはAngelを経てビアンコ。オートレース選手になる前は、男性アイドルグループSMAPのメンバーとしてジャニーズ事務所に所属し、歌手、俳優、タレントとして活動していた。

## 略歴
中学時代、兄とともにジャニーズ事務所のファンクラブ「ジャニーズ・ファミリー・クラブ」へ、直接履歴書を持参して、頼み込んだ結果、2人揃ってジャニーズ事務所入りを果たし、ジャニーズJr.となる。
1987年11月、男性アイドルグループSMAPの前身の男性グループであるスケートボーイズの一員になり、1988年4月にSMAP結成。1989年、『ツヨシしっかりしなさい』で連続ドラマ初主演を務める。SMAPのメンバーでは、初の連続ドラマ主演となった。1991年、SMAPとして9月9日にCDデビューを果たした。
1996年5月をもってオートレース選手へ転身することに伴い、SMAPを脱退。同時にジャニーズ事務所を退所し、芸能界を引退。その後もオートレース選手としてメディア出演することはあったが、かつてのSMAPメンバーとの共演は2017年11月までなかった。
2000年後期にオートレース最上位のS級にランクされ、以降2005年から2006年前期、2017年前期、2019年前期に一時A級に陥落したほかはS級を維持している。
2008年は6月に腰の手術をしながらも好調を維持し、賞金ランキング10位（45,640,500円）。優出15回・優勝5回を筆頭に初の川口オート1位、スーパースター王座決定戦出場を決めた。
2013年、スポーツウエアブランドKappaのブランドアンバサダーに就任した。
2015年、公営競技場やインターネットサイトGambooの運営をする日本トーターとのスポンサー契約をした。同年9月、SMAP脱退後に初めて、自ら情報発信を行うコラム連載を開始する。
2016年12月をもって解散したSMAPの慰労会に木村拓哉を除くメンバー4人と共に、出席している。
2017年11月4日、『72時間ホンネテレビ』（AbemaTV）の企画で浜松オートレース場において香取慎吾・草彅剛・稲垣吾郎と21年ぶりのメディア共演を果たす。
2020年11月3日、「オッズパーク杯 SG第52回日本選手権オートレース」（川口オートレース場）で、SG初優勝。約束であった悲願の日本一の快挙に、稲垣吾郎・草彅剛・香取慎吾の3名は連名で、木村拓哉と中居正広は個人で、それぞれ祝福のコメントを寄せた。
2021年1月1日、『7.2 新しい別の窓 初夢サプライズ祭り!』（AbemaTV）に出演。香取慎吾・草彅剛・稲垣吾郎との共演は、2017年11月の『72時間ホンネテレビ』以来、3年ぶり。
同年1月24日、飯塚オートレース場で開催された「GI開設64周年記念レース」にて、1周目に外から進出を図ったが、バランスを崩した前を走る内側の選手に接触する形でコースの外側のフェンスまで吹き飛ばされ激突し転倒、レース後福岡県内の病院に搬送され骨盤骨折と診断された。
9月28日 - 29日、『あさチャン!』（TBS）に同年1月の落車事故後、初めてインタビュー出演。事故・手術の影響で両足に麻痺が残っていることを告白。現在は、復帰に向けて懸命なリハビリを行っていることを話した。
2022年3月4日、ボートレースとこなめ公式YouTubeチャンネルにて行われたスペシャルトークライブにゲスト出演。同年1月に5回目の手術を行い、背骨を固定していたボルトを全て除去したことを報告。また事故の衝撃から臓器の損傷もあり、4度目の手術では胆のうの全摘術を行ったことも語った。
同年3月19日、『新・情報7daysニュースキャスター』（TBS）にインタビュー出演し、12月から2023年1月辺りの復帰を目指しているプランを明かした。
4月15日、川口オートレース場で行われたJKA補助事業交付式とトークイベントに出席。トークイベントで、現在の状況と復帰に向けての見込みについて語った。
2023年3月18日、ヒューマントラストシネマ渋谷にて開催された「TBSドキュメンタリー映画祭 2023」内で上映されたドキュメンタリー映画『オートレーサー森且行　約束のオーバルへ』の舞台あいさつに登壇。前日の17日に発表された復帰についてSMAPのメンバーには「JKAさんから発表される2日前に復帰のことは言いました」と事前に報告したことを明かした。
同年4月6日、川口オートレース場にて、2021年1月の落車事故以来2年3か月ぶりの復帰を果たし勝利を収めた。

## 人物

### 私生活
- 趣味は旅行[24]。既婚者で、1998年に誕生した長男がいる。
- 「且行」の名前の由来は、川口第2回SS王座・伊勢崎第13回日本選手権のSG2冠を獲得した、且元滋紀にちなんで名付けられているという説があるが、父親が否定している。
- 大のパチンコ好き。「何度も週刊誌にパチンコの様子を激写されている」と自ら語っており、収支は「トントンくらい」[25]。2014年からはオートレースの合間を縫ってパチンコ店でトークショーなども行っている[26]。後述するように、2017年12月には自らが主人公を務めるパチンコ台も発表された。
- パチンコの他にオートレース以外の公営競技（競馬、競輪、競艇）も嗜む[注 2]。「1年に幾ら」と予算を決めているが、2021年1月の落車事故の入院期間中「4か月で2年分使った」と告白[28]。基本穴党で、競馬では「（オッズが）100倍以下の馬券は買わない」と、的中時の利益が減るの嫌い「（1レースあたり）6点までしか買わない」と述べている[29]。また、パチンコ同様にオートレースの合間を縫って各公営競技場でトークショーなども行っている[30][31][32][33]。

### SMAP時代から芸能界引退までのエピソード
- ジャニーズJrの頃、光GENJIの諸星和己のためにバイクを走らせたこともあった。
- 『夢がMORI MORI』の「音松くん」、1996年5月27日まで出演した『SMAP×SMAP』ともにメンバーカラーは白だった。
- 『SMAP×SMAP』のコーナー「BISTRO SMAP」は、メンバーの中で料理が得意だった森の料理を見せるために始まったコーナーで、当初は森と木村が対戦する形だった[34]。
- 最後のソロ曲となったのは『お茶でもどうかな?』（アルバム「SMAP 008 TACOMAX」収録）。他に、『Angelの秘密』（「SMAP 001」収録）、『永遠に抱きしめたい』（「SMAP 004」収録）がある。
- 芸能界引退直前に中居正広が司会を務めたフジテレビ『TK MUSIC CLAMP』（5月29日放送）に出演し、「（オートレースの）スターになるよ、絶対」と中居に約束していた[35]。
- 森の脱退時、中居はSMAPの解散を考えたと語っている[36]。
- 中学の時点ではオートレーサーに身長制限があったため一度断念したが、自身が年齢制限最後の年に身長制限が175cmに緩和（現在は撤廃）されたことによって、転身を決意した[37]。それでもギリギリだったことから[38]、二次試験の健康診断直前には2日前から一切横にならず[39]、水入りバケツを頻繁に持ち、身長を縮めようとしたとのこと[40]。
- 引退後に入所するオートレース選手養成所では坊主頭にしなければいけなかったため、養成所入所の前日に私用で欠席した稲垣を除くSMAPメンバーが森の自宅に集まり、断髪式を行った[41]。
- SMAPが総合司会を務めた2014年の『FNS27時間テレビ』の終盤において、森がメンバーに宛てた手紙が読まれる一幕があった[41][42]。
- この約1ヶ月後、BSフジ『たけしの等々力ベース』に出演した森は、『FNS27時間テレビ』内で自身の手紙が読まれたことについて、「僕の手紙で感動してくれたので嬉しかった」と、自身のメンバーへの思いが伝わったことに素直に喜んだ。一方で、SMAPのメンバーとの共演には「それは（オートレースで）日本一になると約束したので、日本一になれるまでは考えていません」と否定し、自身の目標・メンバーとの約束を果たした上での「再会」を希望しているとした[43]。
- 2016年12月28日発売のSMAPのビデオ・クリップ集『Clip! Smap! コンプリートシングルス』には森の映像も収録された[44]。

## 出演

### テレビドラマ
※『3年B組金八先生』を除き、ソフト化・動画配信されていない。
- 3年B組金八先生 第3シリーズ（1988年、TBS） - 谷口健治 役[注 3]
- 東芝日曜劇場 第1698回「かあちゃんと息子」（1989年8月23日、TBS） - 佐川佳夫 役
- ツヨシしっかりしなさい（1989年、日本テレビ） - 井川強 役（主演）[注 1]
- 新春時代劇スペシャル 弥次さん喜多さん道中記 東海道五十三次（1990年1月3日、TBS）
- 世にも奇妙な物語「三日間だけのエース」（1991年11月21日、フジテレビ） - 隆司 役（主演）
- ドラマシティ'92「汚点〜替え玉入試事件」（1992年、読売テレビ） - 広瀬晃二 役
- 娘屋の話3 雨あがり（1992年12月27日、TBS） - 田島正夫 役
- NHKスペシャル「列島ドラマシリーズ 魚のように」（1993年3月28日、NHK総合）
- 真夜中を駆けぬける（1993年、朝日放送） - トキオ 役
- 君が見えない（1994年、関西テレビ） - 松村次郎 役
- ママのベッドへいらっしゃい（1994年、テレビ朝日） - 佐伯龍一 役
- SALE!（1995年、朝日放送） - 近藤環 役

### 映画
- シュート!（1994年） - 白石健二 役（主演：SMAP）[注 4]
- 大失恋。「誘拐犯と人質」（1995年） - 純 役[注 5]

### 舞台
- 聖闘士星矢（1991年8月15日 - 9月1日、青山劇場） - キグナス氷河 役（主演：SMAP）
- ドラゴンクエスト（1992年8月1日 - 25日、南座） - ベリアル 役（主演：SMAP）
- ANOTHER〜少年の島〜（1993年8月6日 -15日・南座、8月17日 - 24日・アートスフィア） - 直人 役（主演：SMAP）
- 花影の花 〜大石内蔵助の妻〜（1992年） - 大石主税 役
  - 花影の花 〜大石内蔵助の妻〜（1995年） - 大石主税 役/大石大三郎 役（二役）
- 魔女の宅急便（1993年） - トンボ 役

### ラジオ
- スクランブルSMAP（1995年4月 - 1996年5月[注 6]、TBSラジオ） - パーソナリティ （共演：香取慎吾）
- 森且行のSMAP IN THE HOUSE!（1995年、FM横浜） - パーソナリティ

### ドラマCD
- 新花織高校恋愛サスペンス 恋人たちのパシォン（1994年3月、集英社） - 美馬貴司 役

## オートレース選手として

### 選手データ
- プロフィール[1]
  - 選手登録 - 1997年6月27日
  - 身長 - 177.7cm
  - 体重 - 59.3kg
  - 血液型 - B型
  - 趣味 - 旅行
- 戦歴
  - 通算優勝回数：32回
  - グレードレース (SG,GI,GII)優勝回数：6回
  - 全国区レース優勝回数、SG優勝回数：1回
  - GI優勝回数：2回
  - GII優勝回数：3回
- 受賞歴
  - オートレース選手表彰
    - 優秀選手賞：1回（2020年）
    - 特別賞：1回（2014年）

  - 日刊スポーツ新聞社制定「オートレース年間三賞」
    - 技能賞：1回（2020年）
    - 特別賞：1回（1997年）

### 略歴
- 1996年8月25日、走行訓練中に金網に激突し、左股関節脱臼骨折の重傷[45]。東京医科大学病院にて手術を受け、入院・リハビリを行う[45]。
- 1997年春、負傷により、同期生に数ヶ月遅れて養成所を卒業。指導員に広瀬登喜夫が就いた[注 7]。
- 1997年7月6日、デビュー戦を1着で飾る。森の存在により、この日の川口オートには3万5千人ものファンが押し寄せたと言われている。同年、日刊三賞・特別賞受賞。
- 1998年4月14日、25期生の新人王決定戦で優勝。
- 1998年、オートレース選手の森且行としてポカリスエットのCMに出演。
- 2001年、オートレース選手の森且行としてユニクロのCMに出演。
- 2003年10月4日、「GII若獅子杯争奪戦」（山陽）でグレードレース初優勝。
- 2004年3月21日、SG（グレードレース最高峰）第17回全日本選抜オートレースで初優出（5着）。
- 2005年7月28日 - 31日、鈴鹿8時間耐久ロードレースでオートレース・ハルクプロ監督を務め、青木治親・安田毅史ペアが総合3位。クラス優勝した。
- 2007年4月、平成19年度のオートレースイメージキャラクターに選ばれ同CMに出演。
- 2008年度後期適用ランク（平成20年1 - 6月の結果を基に算出）で全国14位となり、初めて川口オートレース場で1位となった。
- 2008年12月9日、「西日本鉄道 GII第4回オーバルチャンピオンカップ」（飯塚）で、5年ぶりとなるGII優勝
- 2009年1月28日、「第57回GI開設記念グランプリレース」（川口）で、GI初優勝
- 2009年度前期適用ランク（平成20年7月 - 12月の結果を基に算出）で全国5位となり、2期連続で川口オートレース場1位となった。
- 2011年10月11日、通算400勝達成（船橋・第61回GIオート発祥記念船橋オート祭・10R）
- 2013年7月17日、「第37回GIキューポラ杯」（川口）で、4年ぶりGI優勝
- 2014年月日、「第4回GII川口記念」（川口）で、6年ぶりGII優勝
- 2014年8月9日、通算500勝達成（川口・チャリ・ロト杯・準決勝・12R）
- 2017年11月17日、通算600勝達成（川口・セントラル自動車技研杯・準決勝・10R）
- 2017年12月31日、「ラ・ピスタ新橋カップ スーパースターフェスタ2017」内「スーパースターシリーズ戦(GII格)」で、優勝
- 2020年11月3日、「オッズパーク杯 SG第52回日本選手権オートレース」で、SG初優勝[7]。
- 2021年1月24日、「GI開設64周年記念レース」（飯塚）第11R「特別選抜戦」の1周目に外から進出を図ったが、バランスを崩した内の選手に接触する形でコースの外側のフェンスまで吹き飛ばされ激突し転倒、レース後福岡県内の病院に搬送された。診断結果は骨盤骨折、全治未定[13][14][注 8]。
- 2021年2月9日、公益財団法人JKAが、森の現状について発表。「1月24日の負傷後、福岡県内の病院に搬送された後、都内病院に転院。骨盤骨折、腰椎骨折の診断で、これまで3度の手術を受けて、無事に終了した。レースの復帰は1年程度の期間が見込まれる。」と説明[47][注 9]。
- 2022年6月12日 - 16日、川口オートレース場にて、落車事故後1年5か月ぶりに競走車で練習走行を行った[49][50][51]。
- 2022年11月20日、飯塚オートレース場にてトークショーを行い、同年12月の川口2節目から最低6節練習参加し、2023年2月15日からの川口普通開催で復帰予定であることを明かした[52][53]。
- 2023年1月19日、当初予定していた同年2月15日〜19日の川口普通開催での復帰を断念。今後について「同年2月27日からの（川口）開催を目指しますが、もう少し延びることもあります」と語った[54][55]。
- 2023年3月17日、公益財団法人JKAより同年4月6日〜10日の川口オートレース場での開催に復帰することが発表された[56][57]。
- 2023年4月6日、川口オートレース場の普通開催初日第9レースにて、2021年1月の落車事故以来2年3か月ぶりの復帰戦を1着で飾る[22][23]。

### グレードレース戦歴
- SG戦歴
  - SG優勝回数: 1回
    - 日本選手権オートレース '20年
- GI戦歴
  - GI優勝回数: 2回
    - キューポラ杯争奪戦（川口）'13年
    - 開設記念グランプリレース（川口）'09年
- GII戦歴
  - GII優勝回数: 3回
    - 川口記念（川口）'14年
    - オーバルチャンピオンカップ（飯塚）'08年
    - 若獅子杯争奪戦（山陽）'03年

### 出演

#### テレビ

##### ドキュメンタリー
- 情熱大陸（2023年2月19日・2024年11月17日、TBS）

##### スポーツ番組
- 2023 FIM世界耐久選手権 "コカ・コーラ" 鈴鹿8時間耐久ロードレース 第44回大会（2023年8月6日、BS12 トゥエルビ） ※副音声ゲスト[58]

##### 情報番組
- ひるまえほっと（2024年11月27日） [59]

#### 映画

##### ドキュメンタリー
- TBSドキュメンタリー映画祭 2023『オートレーサー森且行　約束のオーバルへ』（2023年3月18日、TBS）
- オートレーサー森且行 約束のオーバル 劇場版（2024年11月29日公開、TBS）[60]

#### CM・広告
- ポカリスエット（1998年）
- ユニクロ（2001年）
- サントリー「南アルプススパークリング」『#スイッチしよう』（2018年4月24日 - ） ※広告。特設サイトにてインタビュー記事及び動画を配信[61]

#### パチンコ
- パチンコCRオートレース 〜スピードスター☆森且行!〜（2018年2月 - 、高尾）